# 真白彩
真白 彩（まじろ あや、12月23日 - ）は、日本の歌手。通称はあやちょ。旧名、双月彩。
歌を主軸に、ナレーションやイベントの司会など、声を活かした活動を幅広く展開しており「声屋」と名乗る。
多彩な歌声を使い分け、デジタルミュージックやロック、ポップスなど、ジャンルやシーンを問わずにあらゆる楽曲を歌う。

## 略歴
10代からシンセサイザー中心のユニット活動を始める。
2007年にC-CLAYSのボーカリストとして起用され、東方アレンジで広く知られる。
2010年、JOYSOUNDおよびDAMにてカラオケ配信開始。
2012年、福井テレビの地元起業応援企画「チカッペ宣言」のTVCMソングに起用され、作詞と歌唱を担当。
同年、海外音楽レーベル・Ubiktuneのコンピレーションアルバムに参加。
2012年から2014年にかけてソロでのライブ活動を増やす。
2015年、レトロPC関連展示即売会「レトロエクスプレス」公式テーマソングの歌唱を担当。
2016年、海外音楽コミュニティ・STAFFcircのコンピレーションアルバムに参加。
2017年、双月彩から改名。同年、ゲームソフト『AWAY: Journey to the Unexpected』の主題歌とエンディングテーマの歌唱を担当（ソフトの発売は2019年）。
2022年5月、マッドキャッツ日本語版Twitter公式アカウントにおいて、日本語吹替版CM動画の女性吹替音声を担当。
2024年3月、ケムコのゲームソフト『封魔戦記 エルドギア』のトランペット演奏を担当。

## 参加・提供

### テレビ
- チカッペ宣言（福井テレビ）
  - CMソング

### カラオケ
- JOYSOUND、DAM
  - 哀しみに霞む摩天楼（C-CLAYS feat.双月彩）

### ゲーム
- 封魔戦記 エルドギア
  - トランペット演奏
- AWAY: Journey to the Unexpected
  - 主題歌、エンディングテーマ
- 終末をもう一度（週末旅団BKG(仮)）
  - エンディングテーマ
- VAZIAL SAGA 〜愚民化戦略〜（StudioGIW）
  - イメージソング

### イベント
- レトロエクスプレス
  - 公式テーマソング

### コンピレーションアルバム
- STAFFcirc vol. 2 - AI BOMB VARIATIONS（STAFFcirc）
- SOUNDSHOCK 2: FM FUNK TERRROR!!（Ubiktune）
- SOUNDSHOCK 3: FM FUNK NIRVANA!!（Ubiktune）

## ライブ履歴（抜粋）
| 日程       | 会場               | 共演                  | タイトル                                    |
| ---------- | ------------------ | --------------------- | ------------------------------------------- |
| 2021年9月  | BARI-HARI          | 大山正篤              | クラップ★クラップ スペシャル                |
| 2019年2月  | BARI-HARI          | 王様                  | クラップ★クラップ スペシャル                |
| 2018年11月 | BARI-HARI          | EARTHSHAKER           | クラップ★クラップ スペシャル                |
| 2014年4月  | 名古屋市公会堂     |                       | コスメル                                    |
| 2014年2月  | club KNOT          | 愛川こずえ            | T-flow LIVE vol.1                           |
| 2014年1月  | ボトムライン       | NoB、鋼兵、五條真由美 | 唄魂4 新春SPECIAL                           |
| 2013年4月  | UPs                | 成田賢                | スーパーアイドルキャットコレクション 拡大版 |
| 2012年8月  | CLUB SARU          | 新井正人、鮎川麻弥    | アニメ de SARU Special                      |
| 2012年8月  | ダイアモンドホール |                       | 世界のFUN!FUN!FUN!                          |
| 2012年7月  | ボトムライン       | 桃井はるこ            | 東名阪SUPER IDOL RAVE PRESTIGE              |
| 2012年6月  | クラブクアトロ     |                       | Powder Culture ～NAGOYA系～                 |